# The Neighbourhood
The Neighbourhood (někdy nazývaná jako „NBHD“) je americká alternativní rocková kapela, která vznikla v Newbury Park, Kalifornie v roce 2011. Kapela se skládá ze zpěváka Jesseho Rutherforda, kytaristů Jeremyho Freedmana a Zacha Abelse, basisty Mikeyho Margotta a bubeníka Brandona Frieda. Po vydání dvou EP (I'm Sorry... a Thank You) The Neighbourhood nahráli u společnosti Columbia Records své první plně dlouhé album I Love You, které vyšlo 22. dubna 2013. V listopadu 2014 vydali mixtape s názvem „#000000 & #FFFFFF“. Druhé album Wiped Out! bylo vypuštěno do světa 30. října 2015. Roku 2022 si dali pauzu a vyhodili jednoho člena , Brandona Frieda za osahávání ženy.

## Vznik a I Love You (2011–2013)
Členové si vybrali britské hláskování slova „sousedství“ (neighbourhood) na radu svého manažera, aby se odlišili od kapely již využívají americké hláskování (neighborhood). Na počátku roku 2012, The Neighbourhood vydali „Female Robbery“ a jejich nejslavnější hit „Sweater Weather“. V květnu 2012 kapela představila EP s názvem I'm sorry... a v prosinci vydali EP Thank You, ve kterém jsou písně „Let It Go“ a „Little Death“. Album I Love You. vyšlo 22. dubna 2013 a s písní „Sweather Weather“ lámalo všechny žebříčky hitparád, například ve slavné americké hitparádě Billboard, a magazín Rolling Stone popsal album jako působivé a kouzelné. To dokazují i jejich oficiální videoklipy, které byly natočeny černobíle. EP The Love Collection zahrnovalo tři písně „West Coast“, „No Grey“, a „Sting“.

## Mixtape aWiped Out!(2014–2015)
Dne 16. ledna kapela oznámila, že je opouští bubeník Bryan Sammis. Jejich mixtape „#000000 & #FFFFFF“ (označení pro černou a bílou barvu) bylo vydáno 28. listopadu 2014 s jednodenním zpožděním. Vystupují v něm DJ Drama, který představuje hip-hop a rock, poté hosté YG, Dej Loaf, French Montana, Danny Brown. Na podzim roku 2015 skupina vydala třetí studiové album Wiped Out!, které se proslavilo především písněmi „R.I.P. 2 My Youth“ či „Daddy Issues“.

## Hard, To ImagineaChip Chrome & The Mono-Tones(2017–současnost)
V září roku 2017 skupina vydala EP Hard, které si našlo své místo na žebříčku US Billboard 200. O pár měsíců později, v lednu 2018, bylo vydáno další EP To Imagine, které se společně s několika dalšími EP objevilo v albu Hard To Imagine The Neighbourhood Ever Changing (2018).
V srpnu 2019 vydala skupina single Middle of Somewhere.
31. července 2020 byl vydán první single Cherry Flavoured a rovněž bylo oznámeno nové album Chip Chrome & The Mono-Tones, které bylo vydáno v září 2020. Deluxe verze alba byla vydána později téhož roku.

## Turné a koncerty
S vydáním alba I Love You. kapela také hrála na slavné Coachelle v roce 2013 a na SXSW také představili hit „Afraid“ v březnu 2013. Jejich letního turné The Love Collection se zúčastnily i kapely Lovelife, the 1975 a JMSN. Na své letní turné si je pozvali i Imagine Dragons. To léto vystoupili také na kanadských festivalech Edgefest a Osheaga. Po úspěchu s písní „Sweater Weather“ byli pozváni do spousty talk show. Kapela již dvakrát zavítala do České republiky. V roce 2016 zahráli v pražské Lucerně, v roce 2019 ve Fóru Karlín a v roce 2020 měli zahrát v pražském centru O2 universum. Skupina měla své evropské turné 2020 odehrát již na jaře, avšak později bylo z důvodu vydání alba Chip Chrome & The Mono-Tones posunuto nejdříve na listopad 2020, později kvůli pandemii nemoci covid-19 na konec roku 2021, a nakonec bylo zrušeno úplně.

## Členové
- Jesse Rutherford – zpěv, klávesy, syntezátory
- Zach Abels – sólová kytara, rytmická kytara
- Jeremy Freedman – rytmická kytara, kytara, doprovodné vokály
- Mikey Margott – basová kytara
- Brandon Fried (bývalý člen) – bicí, klasická kytara